# Râul Tennessee
Râul Tennessee este un râu în estul Statelor Unite ale Americii afluent pe partea stângă a râului Ohio.

## Parcurs
Tennessee se formează prin unirea râurilor Holston și French Broad la est de Knoxville din statul Tennessee. În drumul său de la izvoare până la gura de vărsare, traversează șapte state ale SUA. Din Knoxville, curge prin sud-vest traversând la est Tennessee către  Chattanooga înainte de a intra în statul Alabama.

## Orașe importante
Orașele boldate au peste 30.000 de locuitori
- Bridgeport, Alabama
- Chattanooga, Tennessee
- Cherokee, Alabama
- Clifton, Tennessee
- Crump, Tennessee
- Decatur, Alabama
- Florence, Alabama
- Grand Rivers, Kentucky
- Guntersville, Alabama
- Harrison, Tennessee
- Huntsville, Alabama
- Killen, Alabama
- Knoxville, Tennessee
- Langston, Alabama
- Lenoir City, Tennessee
- Loudon, Tennessee
- New Johnsonville, Tennessee
- Paducah, Kentucky
- Redstone Arsenal, Alabama
- Savannah, Tennessee
- Scottsboro, Alabama
- Sheffield, Alabama
- Soddy-Daisy, Tennessee
- Signal Mountain, Tennessee
- South Pittsburg, Tennessee
- Triana, Alabama
- Waterloo, Alabama

## Afluenți principali
- Duck
- Elk
- Sequatchie
- Hiwassee
  - Ocoee
  - Nottely
- Clinch
- Little Tennessee
  - Tellico
- Holston
  - Watauga
- French Broad
  - Nolichucky
  - Pigeon

## Hidrologie
Debit mediu lunar al râului Tenessee (în m³/seconde) masurat la stația hidrologică Paducah